# Анна Мария (Източна Фризия)
Анна Мария от Източна Фризия (на немски: Anna Maria von Ostfriesland; на фризийски: Anna Maria fan East-Fryslân; * 23 юни 1601, Аурих; † 15 февруари 1634, Шверин) от фамилията Кирксена, е графиня от Източна Фризия и чрез женитба херцогиня на Мекленбург-Шверин (1622 – 1634).

## Живот
Дъщеря е на граф Ено III от Източна Фризия (1563 – 1625) и втората му съпруга херцогиня Анна фон Холщайн-Готорп (* 27 февруари 1575; † 24 април 1625), дъщеря на херцог Адолф I фон Шлезвиг-Холщайн-Готорп (1526 – 1586) и ландграфиня Христина фон Хесен (1543 – 1604). Тя е правнучка по бащина линия на Густав I Васа, крал на Швеция.
Анна Мария се омъжва на 4 септември 1622 г. във Фьорде за херцог Адолф Фридрих I фон Мекленбург (* 15/25 декември 1588; † 27 февруари 1658), син на херцог Йохан VII фон Мекленбург (1558 – 1592) и София фон Шлезвиг-Холщайн-Готорп (1569 – 1634). Тя е първата му съпруга.
Анна Мария умира на 5 февруари 1634 г. в Шверин на 32 години и е погребана в манастир Доберан. Адолф Фридрих I се жени втори път на 15 септември 1635 г. за Мария Катарина фон Брауншвайг-Даненберг (1616 – 1665).

## Деца
Анна Мария и Адолф Фридрих I имат осем деца:
- Христиан Лудвиг (1623 – 1692), херцог на Мекленбург-Шверин
- София Агнес (1625 – 1694), абатиса на манастир Рюн 1654
- Карл (1626 – 1670), херцог на Мекленбург, в Миров
- Анна Мария (1627 – 1669), омъжена 1647 г. за херцог Август фон Саксония-Вайсенфелс (1614 – 1680)
- Йохан Георг (1629 – 1675), херцог на Мекленбург, в Миров
- Хедвиг (1630 – 1631)
- Густав Рудолф (1632 – 1670), херцог на Мекленбург, в Шверин
- Юлиана (1633 – 1634)